# Videogiochi nel 2023

Logo del videogioco The Legend of Zelda: Tears of the Kingdom del 2023

Eventi rilevanti avvenuti nell'industria dei videogiochi nel 2023. 
Per un elenco delle voci su giochi usciti nell'anno vedi Categoria:Videogiochi del 2023.

## Eventi
- Esce il dispositivo per realtà virtuale PlayStation VR2[1].
- Esce il dispositivo per il gioco remoto Playstation Portal
- A dicembre viene cancellato definitivamente l'evento E3
- Microsoft acquisisce Activision Blizzard
- Il CEO Jim Ryan lascia la Sony
- Esce la presentazione di Grand Theft Auto VI
- Escono le seguenti console portatili:
  - ASUS ROG Ally
  - Lenovo Legion Go
  - Logitech G Cloud
  - Steam Deck OLED
- Viene annunciato che l'attore Charles Martinet presterà per l'ultima volta la sua voce al personaggio di Mario in Super Mario Bros. Wonder e verrà sostituito da Kevin Afghani
- Esce l' adattamento cinematografico di Super Mario Bros.
- Esce la serie tv basata sul videogioco The Last of Us
- Esce la variante di console Playstation 5 Slim

## Classifiche
- I 10 giochi più venduti secondo le statistiche di VGChartz sono, in ordine decrescente: The Legend of Zelda: Tears of the Kingdom, Super Mario Bros. Wonder, Resident Evil 4, Cyberpunk 2077 Phantom Liberty, Pikmin 4, Street Fighter 6, Final Fantasy XVI, Alan Wake II, Cities: Skylines II, Dredge[2].

- I 10 giochi più apprezzati dalla critica secondo le statistiche di Metacritic sono, in ordine decrescente: Baldur's Gate III, The Legend of Zelda: Tears of the Kingdom, Metroid Prime Remastered, Resident Evil 4, Super Mario Bros. Wonder, Xenoblade Chronicles 3 Expansion Pass Wave 4 - Future Redeemed, Street Fighter 6, Against the Storm, Marvel's Spider-Man 2, Jack Jeanne[3]